# AIJ投資顧問
AIJ投資顧問株式会社（エーアイジェイとうしこもん、英: AIJ Investment Advisors CO.,LTD.）は、かつて存在していた日本の投資顧問会社。2012年に企業年金消失事件が発覚し、2013年5月に株式会社MARU（まる）に商号を変更した後、2015年に破産した。

## 概要
野村証券、ペイン・ウェバー証券（現在のUBS）、一吉証券で長年営業畑を歩いてきた浅川和彦が1989年に前身の投資顧問企業を買収し、2004年に社長に就任した。
ケイマン籍の子会社を通じオプション取引である日経225オプションの売りを主戦略としており、グラントソントン・インターナショナルのケイマン法人が監査を行っていると顧客に説明していた。
運送会社や建設会社、電気工事会社など中小企業の厚生年金基金の運用を主力としており、2011年9月末時点で、124の企業年金から1984億円の資産の運用を受託していた。アドバンテストや安川電機など大企業の企業年金も顧客としていた。
日本経済新聞社の子会社である格付け会社「格付投資情報センター（R＆I）」が雑誌『年金情報』2009年2月22日号の記事において「新興のヘッジファンド」という形でAIJ投資顧問という名前を伏せた上で「不自然なリターンを上げており、金融当局も関心を持っている」と報じている。実名報道ではなかったため、その時点で当局が警告を発表することはなかったが、一部関係者はAIJ投資顧問であると理解し、中には解約に動いた機関投資家もあったという。
2012年に年金資産消失事件が発覚（後述）。2月24日、金融庁から一か月間の業務停止命令と、業務改善命令を受ける。2013年5月、社名をAIJ投資顧問株式会社から株式会社MARUに変更する。
2015年8月に債権者である信託銀行6行から破産を申立てられ、同年12月16日に東京地方裁判所から破産手続開始決定を受けた。そして2018年8月24日に法人格が消滅した。

## 浅川和彦
1975年に横浜市立大学を卒業して野村証券に入社。10年後には京都駅前支店長に就任。さらに本社法人三部部長、熊本支店長へと出世した。1994年に突然退社。2000万円の支度金をもらう。野村OBが数多く在籍するペイン・ウェーバー証券東京支店へ入社。ペインから女性役員を引き抜いて、2000年にAIJの前身の資産運用会社を買収、独立した。2002年に旧山一證券出身者で成るアイティーエム証券を社員ごと買収。

## 年金資産消失事件

### 事件の概要
同社はケイマン籍の子会社を通じ日経225オプションの売り戦略を主力としていると顧客に説明していた。株価の急落に備えた保険の引き受け手となるもので、平時であればコンスタントに手数料を獲得できるが、急落時には大きな損失を出す特徴があり、ファンドマネジャーに対し相場の先行きを読む力量が求められる戦略である。
同社が運用成績として提示する月次リターンは良好であったが、大半の月において小数点2位が0または5（例:+1.20%）になっている不自然さがあった。また「年金情報」をはじめとした業界誌の取材を拒否し、顧客に対しても詳細な説明を拒んでいた。これらを理由に解約した機関投資家もいたが、運用に悩む機関投資家にとっては魅力的なリターンであった。
ところが実際にはケイマン籍の子会社が投資している投資先（監査法人の監査対象外）を同社がコントロールできるようになっており、運用損失が出ているのに実態とはかけ離れた基準価額を報告することができていた。このため監査法人は不正を見破ることができず、大半の資金は運用損失として市場に消えたとされている。
2009年の「年金情報」の記事以降も新規契約を取り付けており、顧客に対し設定来で240%の運用利回りを確保していると説明してきたが、2012年1月下旬の証券取引等監視委員会の検査により、運用資産の大部分が消失していることが明らかとなった。

### 行政処分
金融庁は、証券取引等監視委員会の行政処分勧告を待たず、同社に対し同年2月24日付で金融商品取引法に基づく1か月の業務停止命令を出した。金融庁は、子会社であるアイティーエム証券に対しても同年3月23日付で6か月の業務停止命令を出した。

### 強制捜査
2012年3月23日、証券取引等監視委員会が、企業年金資産消失問題に於いて金融商品取引法違反を理由とし、AIJへの強制捜査に着手した。野村證券や社会保険庁のOBが多数関与していたと見られている。

### 国会の招致・喚問
2012年3月27日、同社社長浅川和彦、アイティーエム証券社長西村秀昭、東京年金経済研究所社長石山勲（旧社会保険庁OBである年金コンサルタント）が、衆議院財務金融委員会に参考人として出席した（参考人招致）。浅川社長は、損失は取り戻せる範囲であり顧客を騙した認識は無い、との答弁を行った。その後、4月3日には、参議院財政金融委員会でも、社長、アイティーエム証券社長、東京年金経済研究所社長、被害を受けた栃木県建設業厚生年金基金理事長の4名の参考人招致が行われた。
さらに、同年4月13日には、衆議院財務金融委員会にて、社長浅川、アイティーエム証券社長西村、東京年金経済研究所社長石山の4名に対する証人喚問が行われた。同社取締役で浅川の側近として事情に精通しているといわれる高橋成子は、病気を理由に証人喚問は見送られた。
上記証人喚問で、アイティーエム証券社長西村と東京年金経済研究所社長石山については、議員よりAIJの虚偽記載を知っていたかについて疑念が持たれ、司法の場で明らかにされるべきとの結論付けもみられた。また、浅川社長が年金基金の管理担当者に対し接待を多く行っていたことも問題視された。基金の管理者は厚生年金保険法によりみなし公務員にあたるため、職務に関する不正な報酬・利益を受けた場合には、収賄にあたる。
証人喚問にて、石山は無登録でコンサルタント業を行っていることが金融商品取引法に違反することが指摘されたが、関東財務局から警告を受けるだけに留まっている。

### 刑事立件
2012年6月19日、警視庁捜査第二課は、虚偽の運用実績を示して二つの年金基金から約70億円をだまし取ったとして、詐欺容疑で浅川、西村、高橋、アイティーエム証券役員小菅康一の計4人を逮捕した。逮捕後の取り調べで浅川は、証人喚問時の「詐欺ではない」という主張を翻して、自身の行為が詐欺に当たると認めた。その後、浅川は保釈金1億円を支払って同年12月19日に保釈された。
浅川らの逮捕により、法人としてのAIJは起訴こそされなかったものの事実上活動停止状態になった。
浅川は2013年1月に各紙の取材に応じ、2003年に年金の運用を開始した時点で預かった資金の半分を失ったこと、2008年に損失が500億円にまで膨れ上がったことなどが粉飾決算をした動機だと語った。現在AIJに残っている資産は100億円程度だという。同月22日の第2回公判で浅川は関係者に謝罪し、「公的な金も含まれており、損を出したままでは客に返せない」と思ったのが損失を隠し続けた動機だと語っている。
その後、同年7月2日の論告では、検察側は浅川に懲役15年、高橋と西村に懲役8年を求刑。7月29日には最終弁論が東京地裁で行われ、浅川は一転して詐欺罪については無罪を主張した。12月18日に東京地裁は、浅川に対して求刑通り懲役15年、高橋と西村にそれぞれ懲役7年の実刑判決を下し、同時に3人に対して追徴金として計約156億円の支払いと、香港の銀行に預けられているAIJ子会社の預金計約5億6800万円の没収を命じた。2016年4月12日、3人に対して実刑判決が確定した。
その後、アイティーエム証券は金融庁から2012年8月10日付で登録取消処分を受けた後、債権者である信託銀行6行から破産を申立てられ、2013年6月28日に東京地裁から破産手続開始決定を受け、同社も前述の通り破産開始決定を受けた。2社の破産管財人は同じ弁護士である。